# Xylopia aromatica
Xylopia aromatica (nombre común: fruto de burro) es una especie de planta de la familia Annonaceae. En Cuba se llama malagueta brava.

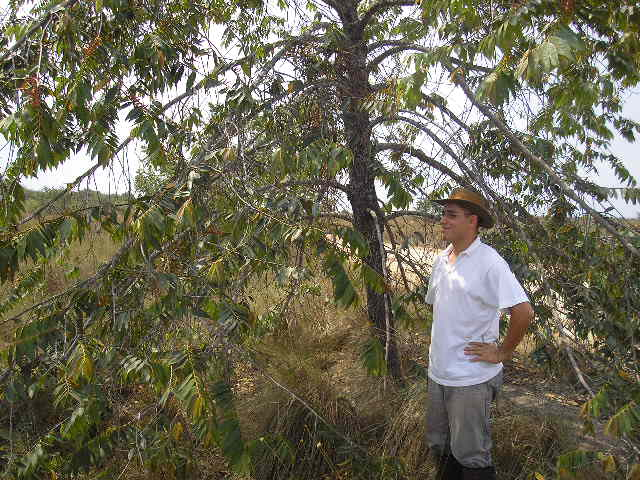
Vista del árbol

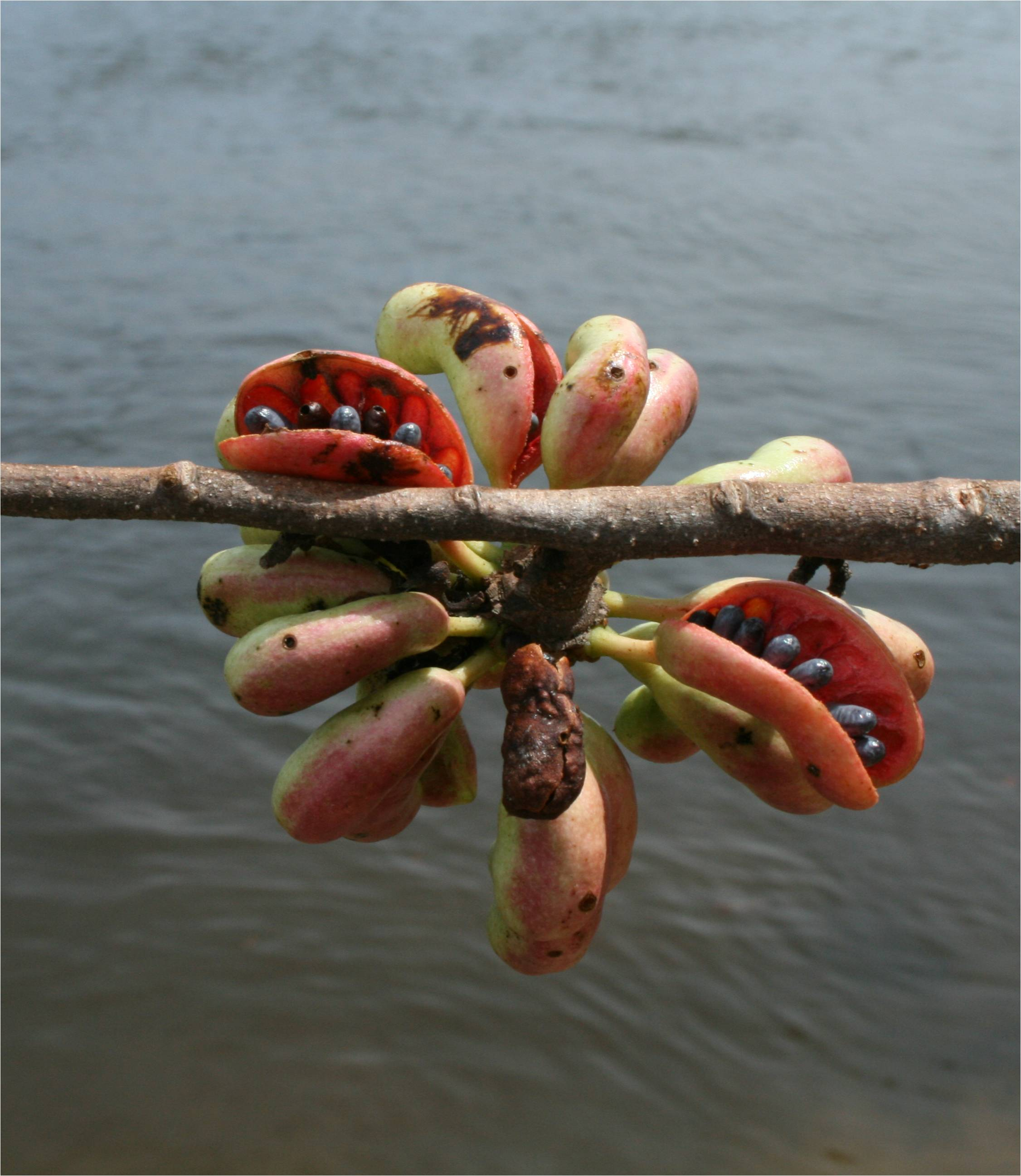
Frutos

## Descripción
Es un árbol nativo de la vegetación de pastizales Cerrado, especialmente en los estados de Goiás y Minas Gerais, en el este de Brasil. También se halla en Venezuela, hacia el sur del estado Monagas. 
Mide entre 15 y 25 m de altura. Su corteza es lisa y es fácil de desprender en forma de guasca. Sus hojas elíptica son simples y alternas. Posee flores agrupadas en inflorescencias axilares, sus flores poseen seis pétalos y fuerte olor. Los frutos están agrupados en fascículos de unas 20 unidades.

## Taxonomía
Xylopia aromatica fue descrita por (Lam.) Mart. y publicado en Flora Brasiliensis 13: 43. 1841.
Sinonimia
- Coelocline lucida (DC.) A.DC.
- Habzelia aromatica (Lam.) A.DC.
- Unona aromatica (Lam.) Dunal
- Unona lucida DC.
- Unona parviflora Steud.
- Unona xylopioides Dunal
- Uvaria aromatica Lam.
- Uvaria febrifuga Humb. & Bonpl. ex DC.
- Xylopia dunaliana Planch. & Linden
- Xylopia grandiflora A.St.-Hil.
- Xylopia longifolia A.DC.
- Xylopia xylopioides (Dunal) Standl.
- Xylopicrum aromaticum (Lam.) Kuntze
- Xylopicrum grandiflorum (A.St.-Hil.) Kuntze
- Xylopicrum longifolium Kuntze[4]